# سون سیز انترتیمنت
سِوِن سیز اِنتِرتِیمِنت (انگلیسی: Seven Seas Entertainment) یک شرکت انتشاراتی آمریکایی واقع در لس آنجلس، کالیفرنیا است.